# Drobna deformis
La drobna (Drobna deformis) è un crostaceo estinto, appartenente ai decapodi. Visse nel Giurassico superiore (Titoniano, circa 150 milioni di anni fa) e i suoi resti fossili sono stati ritrovati in Germania.

## Descrizione
Questo animale, simile a un gambero, era lungo circa 10 - 15 centimetri. Il carapace era subrettangolare, e possedeva un rostro particolarmente alto e dotato di numerosi dentelli rivolti in avanti. Era però assente il dentello ventrale, tipico invece di forme simili come Koelga. La superficie del carapace e dell'addome era densamente punteggiata. Le prime tre appendici toraciche (pereiopodi) erano allungate e dotate di chele. L'addome era formato da segmenti di dimensioni simili fra loro e subrettangolari. 

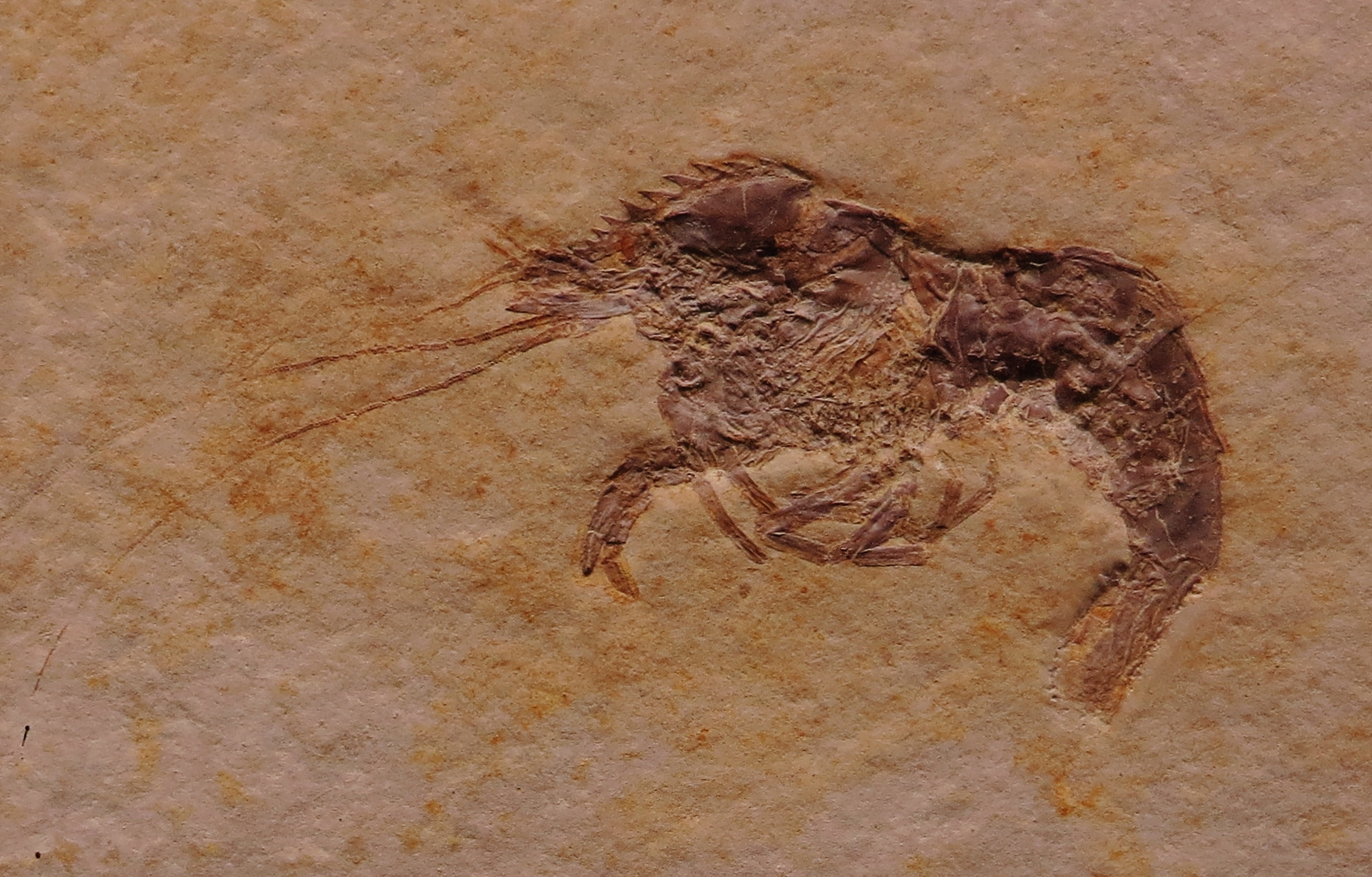
Fossile di Drobna deformis

## Classificazione
Drobna deformis venne descritto per la prima volta nel 1839 da Muenster, che classificò alcuni resti provenienti dal ben noto giacimento tedesco di Solnhofen. Drobna appartiene ai peneidi, un gruppo di crostacei decapodi attualmente rappresentati da numerose forme, tipiche dei mari tropicali e caldi. Tra le forme estinte, sembra che Drobna fosse strettamente imparentato con Koelga, anch'esso del Giurassico superiore tedesco. Koelga differiva da Drobna per alcuni particolari: il rostro era meno alto, era presente un dente ventrale e carapace e addome erano meno punteggiati. 